# 天平 (ひとくち餃子)
天平（てんぺい）は、株式会社大喜が運営する大阪市北区曽根崎新地（北新地）に本店を置く餃子専門店。ひとくち餃子の製造販売を行っており、「大阪ひとくち餃子の発祥店」として知られている。

## 概要
北新地にまだ飲食店が少なかった昭和20年代後半頃、創業者・浦上恵美子が「庶民的な食事ができる店を」と思案を繰り返していたところ、知人たちから餃子という食べ物があると聞き試作を始め、試行錯誤の末に完成、1955年（昭和30年）に「天平」を創業した。
創業者の手が小さく簡単に作るために、「包む」という餃子から「折り合わす」という餃子に改良したことで、できあがった餃子は一口サイズと小さく、またニンニクを使わないシンプルなものとなった。このシンプルさが花街で働く女性たちの間で「匂いを気にせず、食べやすい」と評判になり、北新地の関所と言われるほどにぎわった。
大阪ひとくち餃子の代表的なスタイルである、餃子の付け合わせに「胡瓜の浅漬け」という形を生み出したのも創業者であった。
創業当初は、お茶漬け・おでんなどのメニューもあったが、餃子一本に絞り「餃子専門店」へと進化していった。また、創業者はアルコールが飲めなかったためアルコール類は置かずに餃子と漬け物で商いを続けていたが、客からの要望が多くビールだけ取り扱うことになる。メニューには無いが、現在では日本酒・ウーロン茶・サイダー・ノンアルコールビールも、扱っている。
客からの要望が増えたため、2005年（平成17年）北区天満に工房を開設して通信販売を開始、大阪ひとくち餃子発祥店天平の餃子を全国で食べられるようになった。
「とんねるずのみなさんのおかげでした」の「芸能人御用達お土産ベスト20 inデパ地下 2006春の大盤振る舞いSP」で、7位に選ばれた。

## 歴史
- 1955年（昭和30年）、北新地にて創業。
- 1959年（昭和34年）、メニューを餃子のみに絞り、餃子専門店として営業をはじめる。
- 1969年（昭和44年）、現在の所在地に移転。
- 1983年（昭和58年）、店舗を改装し現在に至る。
- 2005年（平成17年）、北区天満に工房を開設し、通信販売を開始する。

## 所在地
- 北新地本店　大阪市北区曽根崎新地1-8-12
- 大阪天満店・餃子工房天平　大阪市北区池田町9-16

## 交通
- JR東西線北新地駅から約3分
北新地駅の東改札を出て右手（曽根崎地下歩道）に向かい、地上出口11-43のエスカレーターを上がり、大和証券の裏、永楽北通りの御堂筋寄り。
- JR西日本大阪駅から約12分
- 大阪市営地下鉄御堂筋線梅田駅・阪神電車大阪梅田駅、四つ橋線西梅田駅、谷町線東梅田駅から約10分
- 阪急電車大阪梅田駅から約15分